# Rubén Da Silva
Rubén Fernando Da Silva Echeverrito (Montevideo, 11 aprile 1968) è un allenatore di calcio ed ex calciatore uruguaiano, di ruolo attaccante. Ha vinto la Copa América 1995 con la nazionale di calcio uruguaiana.
Era soprannominato dai suoi tifosi El Polillita.

## Carriera

### Club
Inizia la carriera nel 1986 con il Danubio in Primera División uruguaiana. Nel 1988 segna 23 gol che aiutano il club a vincere il primo campionato nazionale della sua storia, e permettono a Da Silva di diventare capocannoniere del torneo. Nel 1989 viene acquistato, congiuntamente alla Juventus, dalla Lazio, che però preferisce lasciarlo ancora in Sudamerica avendo già tre stranieri in rosa e lo gira in Argentina, al River Plate, con il quale vince la Primera División 1988-1989.
Sempre sotto il controllo della società romana, nel 1991 viene girato in comproprietà alla Cremonese, con la quale però non scese mai in campo poiché la società grigiorossa fu costretta a cederlo a causa della mancanza di posti per stranieri (occupati da Gustavo Neffa, Gustavo Dezotti e Rubén Pereira, anche quest'ultimo acquisto congiunto di Juventus e Lazio). Tornato al River Plate, diventa capocannoniere del Clausura 1993. Questo risultato gli consente di ricevere una seconda opportunità dal calcio europeo, grazie agli spagnoli del CD Logroñés.
Nel 1994 torna in Argentina, stavolta al Boca Juniors, acerrimo rivale della sua ex squadra River Plate. A causa delle prestazioni non brillanti, viene messo in lista trasferimenti nel 1995.
In quello stesso anni, passa al Rosario Central, che grazie alle sue marcature vince la Copa Conmebol, primo titolo internazionale ufficiale del club rosarino. 
Com 15 reti torna nuovamente a conquistare il titolo di capocannoniere, durante il Torneo Apertura 1997.
Nel 1998 le buone prestazioni con il club di Rosario gli valgono il trasferimento in Messico, al Tecos de Guadalajara, con il quale rimane due anni prima di tornare in Uruguay, al Club Nacional de Football. Con il Nacional, vince il campionato nel 2000. Nel 2004 chiude la carriera nel Danubio, dopo averci vinto il titolo nazionale.

### Nazionale
Ha giocato 21 partite con la nazionale di calcio dell'Uruguay e ha segnato 3 reti. Ha partecipato alle Copa América di Brasile 1989, Uruguay 1995 e Bolivia 1997, vincendo quella del 1995.

## Palmarès

### Giocatore

#### Club

##### Competizioni nazionali
- Campionato uruguaiano: 3

Danubio: 1988, 2004
Nacional: 2000
- Campionato argentino: 1

River Plate: 1989-1990

##### Competizioni internazionali
- Coppa CONMEBOL: 1

Rosario Central: 1995

#### Nazionale
- Coppa America: 1

Uruguay 1995

#### Individuale
- Equipo Ideal de América: 2

1988, 1990
- Capocannoniere della Coppa CONMEBOL: 1

1995 (4 reti)